# Eiler Pontoppidan
Eiler Pontoppidan (født 6. maj 1894 på Frederiksberg, død 30. marts 1945 i København) var en dansk overretssagfører og nazist.
Han var søn af visiterende læge ved Politiet, senere overlæge, titulær professor, dr.med. Erik Pontoppidan og Johanne Jensine Hansen. Eiler Pontoppidan blev 1912 student fra Plockross' Skole, det senere Øregård Gymnasium, cand.jur. i 1917 og samme år sagførerfuldmægtig i København, 1921 sagfører og samme år landsretssagfører. I 1939 deponerede han sin bestalling. 1919-21 var han fungerende sekretær i Statspolitiet.
Marts-juni 1918 var han en af syv danske finlandsfrivillige i Den finske borgerkrig. Han blev løjtnant ved 1. Vasa-Gardebataljon i den finske hær og modtog udmærkelserne Finske Frihedsmedalje, Mindemedalje for de finske frihedskrige og den ungarske krigserindringsmedalje.
7. februar 1938 meldte Pontoppidan sig ind i det danske naziparti, DNSAP, og blev under besættelsen en af de mest berygtede støtter af besættelsesmagten. Han var bisidder i tyske krigsretssager mod danske statsborgere og blev senere ansat i det tyske gesandtskab. Han var Frits Clausens personlige advokat. Pontoppidan udførte også spionage. Han, civilingeniør Thoralf Kyrre og kriminalbetjent Max Pelving var ledende i aflytningen af den sovjetiske handelsdelegation og Emigranthjemmet i København. De skaffede derigennem oplysninger om tyske flygtninge i Danmark, som blev videregivet til Gestapo.
Pontoppidan blev skudt og dræbt af modstandsbevægelsen under en ransagning 30. marts 1945. Han blev begravet fra Hans Tausens Kirke.
Han blev gift 14. marts 1919 i Holmens Kirke med Hedvig Christine Marie Lorenzen (født 3. april 1895 i København), datter af skibsfører Ingver Peter Lorenzen og Karen Alma Sørensen.